# کارلوس پدروسو
کارلوس پدروسو (اسپانیایی: Carlos Pedroso‎؛ زادهٔ ۲۸ ژانویهٔ ۱۹۶۷) شمشیرباز اهل کوبا بود.
وی در مسابقات کشوری و بین‌المللی در مجموع برندهٔ ۱ مدال برنز شده‌است.